# نونس (بازیکن فوتبال، زاده ۱۹۸۲)
آندرسون فرانسیسکو نونس (به پرتغالی: Anderson Francisco Nunes) مهاجم اهل برزیل است که در شهر سائوپائولو و در تاریخ ۲۱ ژانویهٔ ۱۹۸۲ به دنیا آمده‌است.
آندرسون فرانسیسکو نونس در تیم‌های فوتبال Santo André سابقهٔ حضور دارد.